# Першино (Шатурский район)
Першино — деревня в Шатурском муниципальном районе Московской области. Входит в состав Дмитровского сельского поселения. Население — 5 чел. (2013).

## Расположение
Деревня Першино расположена в южной части Шатурского района, расстояние до МКАД порядка 148 км. Высота над уровнем моря 131 м.

## Название
В письменных источниках деревня упоминается как Першино или Першинская.
Название произошло от неканонического личного имени Перша или фамилии Першин.

## История
В писцовых книгах Владимирского уезда XVII века упоминается Першинская пустошь. Пустошь находилась в Бабинской кромине волости Муромского Сельца Владимирского уезда и принадлежала Алексею Богдановичу Мусину.
Перед отменой крепостного права деревней владела помещица Дашкевич.
После отмены крепостного права деревня вошла в состав Коробовской волости.
В советское время деревня входила в Дмитровский сельсовет.

## Население
| 1858 | 1859 | 1868 | 1885 | 1905 | 1926 |
| ---- | ---- | ---- | ---- | ---- | ---- |
| 89   | →89  | ↗93  | ↗178 | ↗198 | ↘183 |
| 1993 | 2002 | 2006 | 2010 | 2011 | 2013 |
| ↘6   | →6   | ↘2   | ↗8   | ↘5   | →5   |